# Rueda
Rueda là một đô thị trong tỉnh Valladolid, Castile và León, Tây Ban Nha. Cách thủ phủ tỉnh là Valladolid 30 km về phía tây nam. Dân số là 1.614 người.